# Camí de Santa Coloma Sasserra a les Berengueres
El Camí de Santa Coloma Sasserra a les Berengueres o, senzillament, Camí de les Berengueres, és un antic camí rural que uneix l'església de Santa Coloma Sasserra amb la masia de les Berengueres, en el terme municipal de Castellcir, a la comarca del Moianès.

El Camí de Santa Coloma Sasserra a les Berengueres respecte del terme de Castellcir

Arrenca del petit nucli del poble rural de Santa Coloma Sasserra, i comparteix un primer tram de camí amb el camí que uneix Castellcir amb Santa Coloma Sasserra. Se'n separa uns 325 metres al sud del Giol cap a ponent, però fent nombroses giragonses per salvar els desnivells i les valls existents en aquell lloc. Va a buscar la vall de la Riera de Santa Coloma, que segueix un bon tros per la riba esquerra fins que la travessa i puja cap a l'altra banda de la vall, on hi ha, enlairada, la masia de les Berengueres.

## Etimologia
Com la major part dels camins, el seu nom és de caràcter descriptiu: és el camí que mena del poble i parròquia rural de Santa Coloma Sasserra a la masia de les Berengueres, o a l'inrevés.